# Actia uruhuasi
Actia uruhuasi là một loài ruồi trong họ Tachinidae.